# Сходнево-Чертанла
 Сходнево-Чертанла  — деревня в Лениногорском районе Татарстана. Входит в состав Куакбашского сельского поселения.

## География
Находится в южной части Татарстана на расстоянии приблизительно 15 км на северо-запад по прямой от районного центра города Лениногорск.

## История
Основана в начале XIX века, упоминалась также как Нижняя Чертанла.

## Население
Постоянных жителей было: в 1859—256, в 1889—336, в 1910—364, в 1920—494, в 1926—479, в 1938—460, в 1949—455, в 1958—474, в 1970—439, в 1979—231, в 1989—136, в 2002 году 84 (чуваши 99 %), в 2010 году 57.